# 멍사노사우루스
멍사노사우루스(학명:Mengshanosaurus minimus)는 도마뱀아목에 이케초사우루스과에 속하는 도마뱀이다. 지금은 멸종된 종으로 몸길이가 2~3m인 거대한 도마뱀에 속한다.

## 특징
이케초사우루스과의 초기 백악기에 중국의 남부에서 살았던 멍사노사우루스는 멸종된 파충류의 한 속이다. 유형 및 알려진 종은 M. 미니무스란 이름이 붙은 학명, 손가락, 소년 두개골에서 알려진 3.5cm이다. 멍사노사우루스는 강, 바다와 같은 물로 이뤄진 곳과 육지를 모두 자유롭게 살아갈 수가 있었던 종으로 수륙양용을 병행한 도마뱀이다. 발에는 수중에서의 유영이 편하도록 물갈퀴의 모습으로 변할 수가 있는 신체의 구조를 가지고 있으며 물의 밖으로 나와 육지에서도 빠르게 걸어다닐 수가 있는 다리의 모습을 가지고 있다. 꼬리는 매우 길게 확장되었으며 눈은 크고 둥글게 되어 있는 것이 멍사노사우루스의 특징이다. 척추와 늑골이 다른 도마뱀에 비해 더 길고 넓으며 두개골이 매우 넓은 종이다. 양턱에는 날카로운 삼각형 모양의 모습을 가진 이빨이 총 15~20개가 나 있으며 이를 통해 먹이를 사냥했을 것으로 보인다. 먹이로는 당대에 서식했던 물고기, 갑각류, 무척추동물, 절지동물을 모두 섭이했을 육식성의 도마뱀으로 추정되는 종이다.

## 생존시기와 서식지와 화석의 발견
멍사노사우루스가 생존하던 시기는 중생대의 백악기 초기로 지금으로부터 1억 4550만년전~1억 2000만년전에 생존했던 종이다. 생존했던 시기에는 중국을 중심으로 하는 강과 해변, 및 산맥으로 이뤄진 열대우림에서 주로 서식했던 종이다. 화석의 발견은 2021년에 중국의 백악기에 형성된 지층에서 중국의 고생물학자들에 의해 처음으로 화석이 발견되어 새롭게 명명된 종이다.

## 같이 보기
- 파충류
- 중생대
- 백악기
- 도마뱀
- 화석